# جوزپه پلا
جوزپه پلا (انگلیسی: Giuseppe Pella; ۱۸ آوریل ۱۹۰۲ – ۳۱ مهٔ ۱۹۸۱) یک سیاستمدار اهل ایتالیا بود. وی از ۱۷ اوت ۱۹۵۳ تا ۱۹ ژانویه ۱۹۵۴ نخست‌وزیر این کشور بود.
جوزپه پلا در ۳۱ مه ۱۹۸۱، در سن ۷۹ سالگی درگذشت.